# 怀月张公祠
怀月张公祠，是深圳市历史建筑之一，位于中国广东省深圳市罗湖区东门街道湖容社区湖贝路南坊529号。该建筑物建于清朝，属于古建築，为壇廟祠堂。